# Knud Lavard
Pour les articles homonymes, voir Knut.
Knud Lavard ou  Knutr lávarðr, c'est-à-dire  Seigneur et qui signifiait sans doute  Prince héritier (voir  l’anglo-saxon :  hlaford, Lord) (1096-1131) est un prince danois. Duc du Jutland-du-Sud de 1115 à 1131, roi des Obodrites de 1129/1130 à 1131, il est canonisé par le pape Alexandre III en 1170.

## Biographie
Knud Lavard est le fils légitime du roi Éric Ier de Danemark et de la reine Bodil Thrugotsdatter. Il naît le 12 mars ou avril 1096. Lorsqu'en 1102 ses parents partent en pèlerinage en Terre Sainte, ils le confient au magnat Skjalm Hvide qui l'élève dans le Sjælland avec ses propres fils dont Asser Rig. En 1115, le successeur de son père, son oncle le roi Niels de Danemark, lui accorde le titre de duc de Jutland-du-Sud.

### Roi des Obodrites
Henri le prince chrétien des Obodrites, peuple Wende de Wagrie, voisin de son duché, qui avait été élevé au Danemark, meurt en 1127 et est inhumé à Lünebourg. Les tribus slaves encore païennes de l'est de son domaine les Vélètes et les Lutici en profitent pour proclamer leur indépendance. Les deux fils aînés d'Henri, Woldemar et Mstivoj étant mort avant lui, il a comme successeur ses plus jeunes fils, Knud et Sventipolk (également nommé  Svatopluk ou Zwentibold), qui doivent combattre pour leur héritage. Knud est tué en 1128 à Lütjenburg et Sventipolk lui succède comme seul prince mais il est tué la même année et son fils et héritier Swineke est tué à son tour en 1129 à Ertheneburg sur l'Elbe. En 1129 L'empereur Lothaire II du Saint-Empire accorde à Knut Lavard le titre de « roi des Obodrites  » avec pour mission de terminer l'évangélisation de cette région de la côte de la Baltique. 

### Rivalité et mort
Vers 1125, son cousin Magnus Nilsson, le fils de Niels Ier de Danemark, était de son côté devenu le roi Magnus Ier le Fort en Västergötland comme petit-fils par sa mère du roi Inge Ier l'Ancien de Suède. Les deux prétendants potentiels à la succession au royaume de Danemark se trouvaient déjà ainsi dotés de titres royaux et l'animosité entre eux ne fit que s'amplifier jusqu'à ce que Magnus Nilsson et sa Hird tue Knud Lavard à Haraldsted près de Ringsted en Sjaelland le 7 janvier 1131. Son épouse Ingeborg se réfugie auprès de la famille du magnat seelandais Skjalm Hvide, qui la prend sous sa protection avec ses enfants. À la suite de sa mort, le royaume des Obodrites est partagé entre deux prétendants païens : Niklot et Pribislav.

### Le martyr
Un culte se développe rapidement sur la tombe du jeune prince. Son épouse s'est réfugiée à la cour du noble Asser Rig de Fjenneslev le fils de Skjalm Hvide, avec son fils posthume le futur roi Valdemar qui y est élevé avec le fils d’Asser Rig, Absalon, qui devient par la suite son homme de confiance. Knud Lavard fut reconnu officiellement comme « Saint » sous le règne de son fils Valdemar Ier de Danemark par le pape Alexandre III le 25 juin 1170.

## Postérité
De son mariage en 1116 avec Ingeborg la fille du prince Mstislav Ier de Kiev et de Christine Ingesdotter naquirent plusieurs enfants :
- Marguerite épouse Stig Tokesen Hvide mort en 1151 ;
- Christine née en 1118 épouse répudiée du roi Magnus IV de Norvège ;
- Catherine épouse vers 1159 de Prislav fils de Niklot, prince des Wendes ;
- Valdemar Ier de Danemark né posthume le 14 janvier 1131.